# VTOL

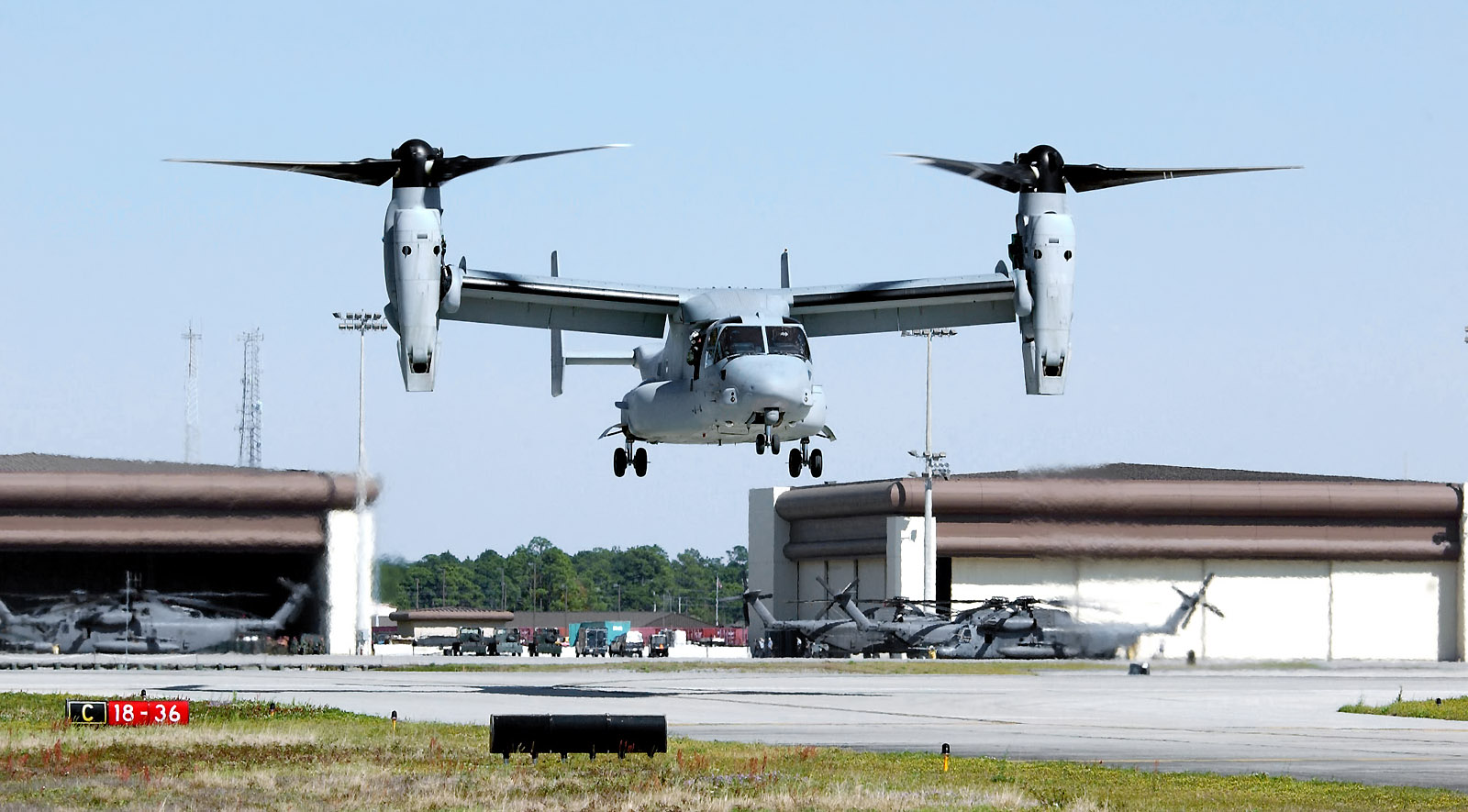
Il convertiplano Bell Boeing V-22 Osprey decolla come un elicottero ma vola come un aereo convenzionale

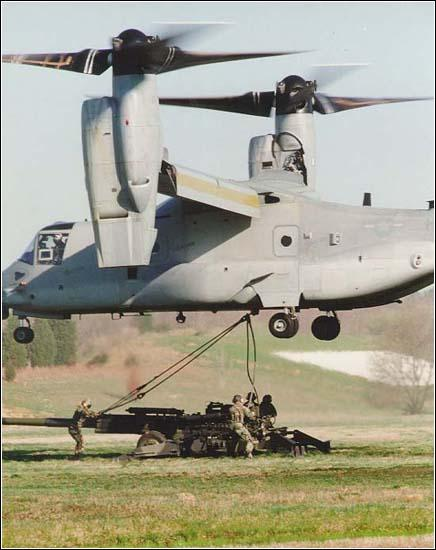
Un V-22 in azione

In aeronautica, un velivolo a decollo e atterraggio verticali, noto come VTOL (acronimo inglese di Vertical Take-Off and Landing), è un aeromobile che decolla e atterra verticalmente, senza bisogno di una pista. La definizione della NATO è:
(NATO, AAP-06 Edition 2016 - NATO GLOSSARY OF TERMS AND DEFINITIONS (ENGLISH AND FRENCH))

## Descrizione
Tra le aerodine, gli aerogiri e i powered lift (convertiplani) sono considerati "VTOL", tuttavia sono davvero pochi i velivoli che possiedono capacità "VTOL".
Alcuni VTOL possono anche decollare ed atterrare in modo convenzionale (in questo caso sarebbe più corretto denominarli V/STOL), altri invece non possono a causa della mancanza del carrello d'atterraggio che può farli muovere orizzontalmente. 
Nel 1928 Nikola Tesla brevettò una macchina volante, chiamata "Flivver", che può essere considerata uno dei primi esempi di velivolo con capacità VTOL.
Attualmente esistono solo quattro aerodine che usano questa capacità operativamente: i convertiplani Bell Boeing V-22 Osprey e Bell-Agusta BA609 e i velivoli AV-8 Harrier II e F-35B. Questi ultimi due vengono utilizzati soprattutto in modalità STOVL (Short Take-Off Vertical Landing) perché ciò permette di trasportare un carico maggiore a parità di distanza.
La marina spagnola e italiana utilizzano l'Harrier, principalmente dalle portaeromobili. Nelle forze armate statunitensi, britanniche e italiane, l'Harrier verrà sostituito dalla versione STOVL del Lockheed Martin F-35.
Esistono peraltro progetti con brevetti già depositati per vari modelli di disco volante, aeromobili dalle doti VTOL ed operative al momento non comparate con i modelli esistenti. 
La NASA provò alcuni progetti VTOL, come il prototipo XV-15. 
Negli anni sessanta la Francia sviluppò una versione del Dassault Mirage III, il Balzac, in grado di passare dal volo verticale a quello orizzontale, che raggiunse la velocità di Mach 1,3 in volo orizzontale. A seguire sviluppò il Mirage IIIV che raggiunse la velocità di Mach 2,0.
Lo Yakovlev Yak-38 era l'aeromobile VTOL della marina sovietica, utilizzato principalmente sulle piccole portaerei e navi cargo. Fu sviluppato sulla base dell'aereo sperimentale Yakovlev Yak-36. Prima del crollo dell'Unione Sovietica, fu sviluppato il successore supersonico dello Yak-38, lo Yakovlev Yak-141, che però non fu mai prodotto. 
Il Moller Skycar M400 è un prototipo di un aeromobile VTOL personale, la cosiddetta "automobile volante". 
Velivoli progettati per operare in ambienti spaziali sono di tipo VTOL come ad esempio il Lunar Landing Research Vehicle: questo perché devono operare su terreni molto sconnessi sui quali è impossibile un atterraggio di tipo convenzionale.

## Aeromobili

### Convertiplano
- 1930 - George Lehberger patent
- 1938 - Baynes Heliplane
- 1942 - Focke-Achgelis Fa 269
- 1950 - Havilland Platt patent 2,702,168
- 1955 - Bell XV-3
- 1957 - Doak VZ-4
- 1963 - Curtiss-Wright X-19
- 1963 - EWR VJ 101
- 1966 - Bell X-22
- 1967 - Aérospatiale N 500
- 1977 - Bell XV-15
- 1989 - Bell Boeing V-22 Osprey
- 1998 - Bell Eagle Eye
- 2003 - AgustaWestland AW609

### Tiltwing
- 1939 - Zuchenko VTOL
- 1957 - Vertol VZ-2
- 1959 - Hiller X-18
- 1964 - LTV XC-142
- 1965 - Canadair CL-84

### UAV
- 1996 - American Dynamics AD-150

### Coleopter
- Focke-Wulf Triebflügel
- Hiller VXT-8
- SNECMA Coléoptère